# Quint József
Quint József (Zsombolya, 1882. április 28. – Budapest, 1929. április 26.) biológus, botanikus, tanítóképző-intézeti főigazgató.

## Élete
Quint Antal és Kaufmann Margit fia, római katolikus vallású. 19 éves korában szerzett tanítói képesítést Kiskunfélegyházán, 1904-től fogva polgári iskolában, két év múlva már tanítóképzőben oktatott. 1910. június 30-án Budapesten, a II. kerületben házasságot kötött Grosz Mária Terézia tanítónővel, Grosz Sándor és Janoskovics Katalin lányával. 1916-ban a budapesti állami tanítóképző intézet igazgatója volt, majd az 1920-as évek közepétől fogva a Testnevelési Főiskolán a pedagógia első tanára volt. Pedagógiai tárgyú cikkei mellett tankönyveket is írt, botanikusként elsősorban a mikroszkopikus növényeket tanulmányozta.

## Művei
- Adatok a Budapest melletti Római-fürdő Bacillaria-flórájához (Növénytani Közl., 1905–1906, 4–5. sz.);
- A tercsénteplici tó kovamoszatai (Botan. Közl. 1908. 7. sz.);
- A testi élet ismertetése (Bp., 1914);
- A háború és a testi nevelés. (In: A háború és az iskola. Bp., 1915. 165-205. old. Online)